# Dekanat Łobez
Dekanat Łobez – jeden z dekanatów należący do archidiecezji szczecińsko-kamieńskiej.

## Parafie
- Bełczna (pw. św. Ap. Piotra i Pawła)
- Mieszewo (pw. św. Józefa Oblub. NMP)
- Runowo (pw. św. Tomasza Ap.)
- Runowo Pomorskie (pw. MB Królowej Polski)
- Sielsko (pw. św. Jana Chrzciciela)
- Węgorzyno (pw. Wniebowzięcia NMP)
- Zajezierze (pw. Najśw. Serca Pana Jezusa)
- Łobez (pw. Najśw. Serca Pana Jezusa)

## Dziekan i wicedziekan
- Dziekan: ks. prał. Józef Cyrulik
- Wicedziekan: ks. Andrzej Tychoniec[1]
- Ojciec duchowny: